# 月と貴女に花束を
『月と貴女に花束を』（つきとあなたにはなたばを）は、志村一矢による日本のライトノベル。イラストは椎名優が担当している。電撃文庫（メディアワークス）より1999年6月から2003年4月まで全8巻が刊行された。第5回電撃ゲーム小説大賞選考委員特別賞受賞作にして、作者のデビュー作。後継作品として『麒麟は一途に恋をする』シリーズがあり、世界観や一部のキャラクターは共通している。

## あらすじ
「変身できない狼男」である月森冬馬は人狼族であることを除けば、いたって平凡な大学生。のはずが、ある朝目覚めた冬馬を待っていたのは、彼の『妻』と名乗る見知らぬ美少女・深雪だった。
とまどいながらも次第に深雪にひかれていく冬馬。しかし、かつて冬馬に重大な悲劇をもたらした妖術士・御堂巽が現れ、二人は否応もなく戦いの渦へと巻き込まれてゆくことになる。

## 登場人物

### 本編の登場人物
月森冬馬（つきもり とうま）
本作の主人公。20歳の獣医を目指す大学生。痩せた体に、伸びた髪を後ろでまとめている容姿をした青年。困っている人がいたら放ってはおけないような優しい性格で、そんな彼に惹かれる人間は多い。
『院』の名家・月森の末子で、人狼族最強の力を持つ『黄金狼』ラグナウルフの血を継ぐ唯二の存在であるが、獣人としての変身能力には目覚めていない。当初、父・相馬に送られた押し掛け妻の深雪に戸惑っていたが、やがて純粋に彼女に好意を持ち、共に生きていくことを決意する。12年前、御堂巽の陰謀で力を暴走させ、実の母・詩織をその手で殺めてしまった過去を持つ。変身はできないが、その血に眠るラグナウルフの力を引き出して、ある程度戦うことはできる。二度目の御堂巽との邂逅の際、幻術で心を破壊されるが、深雪の「死の奇跡」によって復活、同時にラグナウルフへの変身能力に目覚める。しかし、「死の奇跡」で命を落とした深雪を蘇生する際、その代償に変身能力を失ってしまう。
その後、綾瀬由希彦から譲り受けた「久遠の月」を使用して変身能力を取り戻すが、副作用で変身するたびに魂に傷を負ってしまう身体となってしまう。そのようなボロボロの身体で香沙薙桂、陣内甲牙、御堂縁、燐、桜と戦っていくたびに自分に眠るもうひとつの力「古き月の力」に目覚めていく。最終戦で院の長、桜を倒し後変身能力はなくなり、普通の人間の赤ん坊の姿となり、姉の静華の養子となる。
柚本深雪（ゆずもと みゆき）
本作のヒロイン。22歳。ホワイトウルフの女性。童顔、小柄の美少女に見えるが、成人女性。冬馬の父・相馬に、ラグナウルフの血を後世に残す為に冬馬の嫁として月森家にやってくる。しかし、彼女自身はそのような理由だけではなく、冬馬自身に好意があってこそ、その話を受け入れた。獣聖候補にも挙がった静馬や静華曰く、「自分たちなど足元にも及ばないほどの戦士の資質がある」らしく、実際、白狼の奥義「死の奇跡」を生まれながらに使用でき、治癒力を破壊力に変換する「天使の鉄槌」を数ヶ月の基礎特訓と十日の自主トレで習得し、並の獣人では一羽すら召喚できない「朱雀扇」の「神鳥」を「天使の鉄槌」を付加して一度に三羽召喚するなどの離れ技をやってのける。最終戦で院の長、桜を倒し後変身能力はなくなり、普通の人間の赤ん坊の姿となり柚本家の養女となる。
月森静馬（つきもり しずま）
冬馬の兄で静華の弟。獣聖候補でもあり、獣聖並みの手練。銀狼で『院』の中でも技の多彩さはトップクラス。自身の技の体系を『雷華夢想』と呼んでいる。女性にモテるが、女性関係はかなりいい加減な様子。
自分を慕ってくれていた少女を救えなかった過去を持つ。また、その一件で誤解した響忍とは因縁がある。
「龍魂の剣」を手に入れ、戻ってきた所で『種』によって竜になった響と戦い、響を倒すことに成功するが、傷を負っての疲労が高い禁術「閃」の使用による負荷のために死亡する。
月森相馬（つきもり そうま）
冬馬、静馬、静華の父。冬馬と同じ、ラグナウルフだが、十二年前の折に変身能力を失う。
その後、息子たちを守るために力を取り戻す。熟練した黄金狼としての力を振るうが、圧倒的な力を持つ長・桜と戦って死亡する。その心臓によって「最後の月」が作られ、「最後の月」は香沙薙桂に渡り彼の真の力の覚醒させた。
相手の技を二倍にして跳ね返す技「鏡反照」を得意とする。
柚本真矢（ゆずもと まや）
深雪の弟。シスコンであり、深雪の婚約者である冬馬を嫌っていた。氷を扱う白狼。
一度は、その姉に対するコンプレックスから御堂巽に利用され冬馬と敵対したが、その後は南原鷹秋とともに五堂恭市の下で修行し、力をつける。
都築静華（つづき しずか）旧姓：月森
冬馬、静馬の姉。静馬と同じく、獣聖候補に選ばれたこともある赤狼。「院」の仕事から引退した現在もその力は健在で獣聖クラス。
冬馬を母親代わりで育て、由花を引き取る。
灼熱の炎の球を投げ落とす「太陽落とし」が最も威力のある技。
朱雀扇で神鳥を一羽召喚して見せた。
都築夏彦（つづき なつひこ）
静華の夫。静華とは幼馴染だったらしい。芸大出身で会社を辞めてイラストレータになる。
都築由花（つづき ゆか）
旧姓・綾瀬。未だ力に目覚めてはいないが、獣聖だった両親の間に生まれた人狼族のサラブレッド。
香沙薙桂によって胎児の時に「種」を埋め込まれ、出産時に分娩室にいた人間をすべて殺してしまう。さらに恐怖した父に捨てられ、『院』で隔離されていたが香沙薙桂によって連れ出される。「種」によって竜となるが、冬馬によって「種」から解放される。冬馬に好意を抱き、深雪とは友達であり恋のライバル。最終戦後、都築家の養子になる
南原鷹秋（なんばら たかあき）
高校生だが、強い力を持った灰狼（グレイウルフ）の少年。両親はおらず妹の睦美が唯一の肉親。睦美が病に陥り、彼女を助けるために御堂巽と手を組み、冬馬と敵対するが敗北する。その後、『院』に所属することになるが、『院』襲撃の事件の際に自分の力の弱さを実感し、真矢とともに奈良にいる五堂恭市の下で修行し、青竜刀を携え戻ってくる。深雪に思いを寄せていたが、結局告白することはなかった。
一巻では犬神学園に所属していると言っているが、その後はその設定は無視され続けている。
南原睦美（なんばら むつみ）
鷹秋の妹。白狼で中学生。
橘晴海（たちばな はるみ）
獣聖の一人で妖術士。童顔で情けない男だが、妖術師としての実力は高い。特に防御にかけては間違いなく天才だが、攻撃はまったくできない。
月森家とは懇意にしているようで、相馬のために宝物殿から宝物を盗み出したり、結婚前夜の後ろ暗い話で静馬に脅されたりしている。どんな後ろ暗い話なのかは不明。
綾瀬由希彦（あやせ ゆきひこ）
獣聖の一人で男性の白狼ながら、術を操るのに長ける。10歳で変身することができた天才だが戦うことを毛嫌いしていた。
病によって死期が迫り、香沙薙桂と手を組み娘である由花を『院』から取り戻そうとするが、香沙薙桂によって由花を奪われ、香沙薙桂に戦いを挑み敗北し死亡する。
病が末期だったために戦うことができなかったが香沙薙桂に渡された「久遠の月」により動き回れた。だが、それでも病のために変身することができない。
綾瀬里花（あやせ りか）
由花の母親で獣聖。10歳で変身することができた天才だが戦うことを毛嫌いしていた。由花を生むのと同時に死亡する。
永島里穂（ながしま りほ）
里花の妹。由花の叔母で、育ての親でもある。死亡。
御堂巽（みどう たつみ）
妖術師としてトップクラスの実力を持つ人物で、相馬への復讐のために冬馬たちの命を狙う。
黄金狼として暴走した相馬によって恋人を殺され相馬に復讐を誓う。
香沙薙桂（かざなぎ けい）
蒼い目を持つ悪魔族の青年だが、紫の目を持っている。「久遠の月」と対になる指輪「涅槃の月」と魔剣・絶を持つ。
魔力の扱いに長けた長命の「香沙薙の一族」と『院』の長・桜の姉であり龍人である蘭の間の子。その真の力が覚醒すれば龍人の桜さえ持ち得なかった不老不死と強大な力を得るとされる。
百年以上前に香沙薙の里で異母妹である燐と平穏に暮らしていたが、『院』による襲撃を受ける。その際、里の人間を皆殺しにされ、恋仲であった燐を桜に奪われ、さらにその後長い間、封印されていた。また、襲撃の際に『院』の人狼族が参加していたために桜とともに人狼族に対しても強い憎しみを抱いている。
「最後の月」により、真の力を覚醒させ強大な力を得るが桜に身体を乗っ取られる。身体を乗っ取った桜が燐を殺そうとしたためにわずかな時間ながら自我を取り戻し、その間に自分の首を切り落として死ぬ。
燐（りん）
悪魔族の女性。悪魔族として最高の才能を持っており、その実力は獣聖を上回る。香沙薙桂の異母妹。
元は、香沙薙の里で暮らしていたが『院』に襲撃を受ける。その際に桂を守るために才能を開花させ、桜の横に控えていた二人の黄金狼を倒すが、桜には勝てず敗北する。その後、桜の傀儡の術によって自我を奪われ、文字通り桜の傀儡となって弄ばれながら数多くの命を奪ってきた。
真の力に覚醒した桂の身体を乗っ取った桜に術から解放され、自我を失っていた間のことに衝撃を受け桜から離れ、桂を取り戻すために行動する。
香沙薙の里では、近親間での結婚がほとんどであったために、異母兄妹ながら桂とは恋仲だった。
陣内甲牙（じんない こうが）
絶滅した鬼族の生き残り。
本来は温和であったが百年以上前に鬼族の力を求めた『院』に襲撃され、人との間に生んだ一人娘の小夜を殺される。その記憶を失くし、「永遠の強さ」を求める。
御堂縁（みどう ゆかり）
桜によって急激に成長させられた少年。御堂巽の息子。御堂巽とその恋人の子供だが、黄金狼として暴走した相馬によって死んだその恋人の死体に胎児として宿っていた命であったために、その存在は御堂巽や相馬も知らなかった。死んだ恋人の身体から桜が引きずりだし、不老不死の実験に使っていた。そのため、精気吸収、再生能力などの力を持っているが短命。術者としては、桜に術を習っていたためか父親である御堂巽の力に及ぶほどで、少なくとも獣聖の橘以上の実力がある。
響忍（ひびき しのぶ）
静馬の同期で『長』の側近の獣聖。影狼。
相馬の心臓から作られた「最後の月」を使い自身の潜在能力を引き出し、さらに香沙薙桂から奪った「種」を使い自身を竜になった後、死を撒き散らすが、静馬の「雷華夢想・閃」によって敗れ、その後、駆けつけた冬馬の「古き月の力」によって吹き飛ばされる。
その実力は獣聖の中でも高く、能力の不意打ちであれば同じ獣聖でも捕獲することができる。静馬とも腕を切り落とせるくらいの差があるが、潜在能力は決して高い方でなく、竜は由花のときより小さい。
桜（さくら）
『院』の『長』。龍人。
長い間生きてきたが老いること死ぬことを嫌い、術によって若い姿を保ち、不老不死になるための方法を探していた。性格は残忍で冷酷。一人称は余。
蘭（らん）
桜の姉で香沙薙桂の母。龍人。
桜と意見の食い違いによって別れる。その後、香沙薙の男と恋に落ち桂を産むものの、夫が桜が香沙薙の里を襲うことなどを予見したために桜と戦うが、『院』の獣聖たちと桜の前に敗北する。
桜と敵対する者のために「朱雀扇」「狼魂の槍」「龍魂の剣」「魔剣・絶」などの強力な武器を作って残した。

### remainsの登場人物
都築由花（つづき　ゆか）
本編の由花の成長した姿。戦士として天才的な力を持つ銀狼。しかし、少女らしい精神的な弱さが目立つ。
功刀直純（くぬぎ　なおずみ）
『院』本山から静華に弟子入りに来たレッドウルフの少年。才能より努力を信じている。
佐和山安曇（さわやま　あずみ）
幼いながら獣聖入りを果たしたアクアウルフ。戦士としての潜在能力は由花を超える。小さいころからの夢でパティシエになるため単身パリへと行く。
南原鷹秋（なんばら　たかあき）
香沙薙燐（かざなぎ　りん）
都築静華（つづき　しずか）
南原睦美（なんばら　むつみ）
柚本真矢（ゆずもと　まや）
橘晴海（たちばな　はるみ）
五堂恭市（ごどう　きょういち）
本編には名前だけだったがremainsで正式に登場。『長』に就任する。鷹秋、真矢、静馬、静華、直純、安曇の師。
御堂縁（みどう　ゆかり）
月森冬馬（つきもり　とうま）・柚本深雪（ゆずもとみゆき）
月森静馬（つきもり　しずま）

## 用語
獣人
姿を獣へと変えることのできる種族。鳥人族や人狼族など、様々な種がある。男性の場合は一部を、女性の場合は全身を変身できる場合が多い。その全てが獣気を持つ。『院』によって管理されている。
獣気
獣人ならば、例外なく持つ力のこと。獣気を操ることで身体を強化したり、その種が持つ力を使用できる。
人狼族
獣人族の一種。月の明かりのもと、狼へと姿を変えることができる。多種多様な種があり、それぞれ体毛の色や操ることのできる力が違う。他の獣人族と同じよう、男性は上半身のみ、女性は全身が狼に変身する。女性は特に術を使う素養が高く、変身しなくても充分に術を使うことができる。ただし、変身時にかかる負担が男性より大きい。変身能力はほとんどの場合10代の間に目覚める。どんな種になるかは変身能力に目覚めるまでわからず、血統に依存する。
ラグナウルフ（黄金狼）
光を操る力を持ち、人狼族中最強の力を持つと言われている。体毛は金色。その力は実力者の静馬や静華が「敵はない」と断言するほど。現代ではその血はほとんど失われ、月森冬馬、月森相馬以外にこの種はいない。受けた術を二倍にして返す「鏡反照」という技がある。
ホワイトウルフ（白狼）
作中に多く登場する。体毛は白。冷気を操ることができる種。しかし女性のみ癒しの力を持ち、その場合、冷気に優れた者と癒しに優れた者に分かれる。治癒術に関しては、自らの命と引き換えに対象を蘇生する「死の奇跡」、治癒力を破壊力に変換して放つ「天使の鉄槌」という技がある。柚本深雪、柚本真矢、綾瀬由希彦、月森詩織、南原睦美がこの種にあたる。
グレイウルフ（灰色狼）
人狼族の中で最も数が多い種。体毛は灰色。他の種のように何かを操る特別な力は持っていない。南原鷹秋がこの種にあたる。
銀狼
雷を操る力を持つ人狼族。体毛は銀色。作中に登場する人狼族の中で唯一『～ウルフ』とつかない。月森静馬、都築由花、長嶋里穂、そして恐らく綾瀬里花がこの種にあたる。
レッドウルフ（赤狼）
炎を操る力を持つ人狼族。体毛は赤。都築静華、功刀直純、功刀直雪がこの種にあたる。
シャドウウルフ（影狼）
影を操り、影獣を作り出したりする力を持つ人狼族。響忍がこの種にあたる。
アクアウルフ（水狼）
水を操る力を持つ人狼族。戦闘時、操るための水を周囲から集めなけらばならない。佐和山安曇、緒形蓮司がこの種にあたる。
エメラルドウルフ（翠狼）
風を操る力を持つ人狼族。
パープルウルフ
重力を操り、引力や斥力を生み出す力を持つ人狼族。
妖術士
魔力
『院』
獣人を束ね、管理する事を目的に作られた組織。人間社会に被害をもたらす獣人「ヨゴレ者」の排除や魔物の退治などを行っている。秩父と奈良の二カ所にあり、本山は奈良にある。
龍人
鬼族
火と大地を操り、殺される度に力を増して蘇る「転生」が可能なことから「無限の一族」と呼ばれている。純血でなければ能力を残せないため、既に滅びたといわれている。陣内甲牙がこれにあたる。
悪魔族
白髪に褐色の肌、蒼い瞳を持つ魔力に秀でた一族。悪魔族とは「院」が勝手につけた名で、正しくは「香沙薙の一族」。静かに暮らしていたが、「院」に滅ぼされ、燐が唯一の生き残りとなっている。
久遠の月・涅槃の月
「最後の月」から作られた指輪。嵌めるとその者の生命力を活性化させる力を持つ。それにより、病に蝕まれていた綾瀬由希彦は獣聖としての力を発揮できた。しかし、本来の力はその者が持つ獣気や魔力を限界まで引き出すことで、それと同時に生命に一生癒えない傷を負う副作用がある。二つは対にあたるものだが、久遠の月の方が若干効果が高い。
魔剣・絶
蘭が造った桜を倒すための五つの武具のうちのひとつ。獣気や魔力などの力の影響を全く受けない刀。そのため、強い力を持った結界や、獣気や魔力で強化した物などの防御力を無視して攻撃を加えることが出来る。最初、桂が持っていたがその後、燐の手に渡る。五つの武具の中では唯一、物語の最後まで破壊されなかった。続編「麒麟は一途に恋をする」でも登場。
狼魂の槍
蘭が造った桜を倒すための五つの武具のうちのひとつ。槍とは言うが、薙刀のような姿をしている。浄化能力が備わっており、妖魔化した由花を助けるために冬馬が使用した。しかし、自らの力に耐え切れなくなって自壊する。
朱雀扇
蘭が造った桜を倒すための五つの武具のうちのひとつ。赤い羽根の形をしており、力を極めた鬼族にしか召喚できない火の鳥「神鳥」を召喚することができる。初めは桜が所持していたが、そのあとに冬馬、静華、深雪と最も数奇な運命を辿った五つの武具。
迦陵頻伽
蘭が造った桜を倒すための五つの武具のうちのひとつ。伸縮自在の武器なだけではなく、さらに不可視の結界を展開する能力と破壊されても力を増して何度でも蘇る力を持った羽衣。燐が扱い、冬馬や桂を何度も苦しめてきたが、最終的には桜に一瞬で灰にされる。
龍魂の剣
蘭が造った桜を倒すための五つの武具のうちのひとつで、その中で最も強い力を持ち、桜に危険視された最強の武具。所持者の傷を癒し、体力、獣気、魔力などの力を回復し、さらに何倍にも膨らませることができる。桜には絶対に扱えないように幾重にも術を施されている。静馬が妖魔化した響忍との決戦に用い、その後は少しの間だけ燐の手に渡る。
蘭の封界
最後の月
闘いの果てに死んだラグナウルフの心臓が変化して生まれる物で、使用者の能力を限界まで引き出す能力がある。
古き月の力
『種』
桂の魂が流した血に、魔力を与えて体外で結晶化させた物で、これを埋め込まれたほとんどの生物は妖魔へと生まれ変わる。ただし人間は例外のようで、普通に埋め込んでも妖魔にはならない。外見は色が薄く、透明感のあるルビー。
卑龍
獣人の心臓に、蘭の骨の欠片を埋め込んで作られた龍。元になった獣人の能力と同じ能力を使う。

## 既刊一覧
- 志村一矢（著）・椎名優（イラスト） 『月と貴女に花束を』 メディアワークス〈電撃文庫〉、全8巻
  - 『月と貴女に花束を』、1999年6月10日発売[6]、ISBN 4-8402-1214-7
  - 『月と貴女に花束を（2） 妖龍の少女』、1999年12月10日発売[7]、ISBN 4-8402-1360-7
  - 『月と貴女に花束を（3） 鬼神猛襲』、2000年6月10日発売[8]、ISBN 4-8402-1533-2
  - 『月と貴女に花束を（4） 聖夜騒乱』、2000年12月10日発売[9]、ISBN 4-8402-1682-7
  - 『月と貴女に花束を（5） 聖夜狂瀾』、2001年12月10日発売[10]、ISBN 4-8402-1992-3
  - 『月と貴女に花束を（6） 聖夜終焉』、2002年3月10日発売[11]、ISBN 4-8402-2057-3
  - 『月と貴女に花束を remains I』、2002年12月10日発売[12]、ISBN 4-8402-2252-5
  - 『月と貴女に花束を remains II』、2003年4月10日発売[13]、ISBN 4-8402-2318-1